# Associação Atlética Carapebus
Associação Atlética Carapebus é uma agremiação esportiva da cidade de Carapebus, no estado do Rio de Janeiro, fundada a 12 de abril de 2006. 

## História
Apesar do nome, não se trata do Carapebus Esporte Clube, que disputou a Terceira e a Segunda Divisão durante a década de 90 e hoje se encontra na disputa do carioca da B2.
O novo Carapebus foi fundado para a disputa do Campeonato Estadual da Terceira Divisão de Profissionais de 2006. Trata-se de um clube-empresa formado pelos irmãos Lenildo e Luciano Lamoglia Bastos.
Em 2006, a campanha foi aquém do esperado. O time terminou a primeira fase em último lugar em sua chave, sendo eliminado da seguinte da competição. Os classificados em seu grupo foram Rio das Ostras Futebol Clube, Quissamã Futebol Clube e Silva Jardim Futebol Clube
Após essa experiência, adveio um longo período de licença. O time não participaria das disputas de caráter profissional promovidas pela FFERJ até 2011, quando retornou à Terceira Divisão do Campeonato Carioca, na época chamada de Série C, quando fez uma campanha extraordinária sob o comando do técnico Luciano Lamoglia, então irmão do subsecretário de saúde e presidente, Lenildo Lamoglia Bastos.  
Ao voltar a disputar competições oficiais no ano de 2011, a AA Carapebus consegue uma histórica e heroica classificação para a Segunda Divisão do Campeonato Carioca de 2012, quando, mesmo enfrentando problemas financeiros e com o time jogar sem receber, a AA Carapebus consegue o acesso na disputa do terceiro lugar contra o América de Três Rios.
Utiliza-se do estádio de Cardoso Moreira.
Em 2020, o clube foi campeão da Taça Maracanã, turno da Terceira Divisão do estadual, de maneira invicta.
Em 2021, a equipe fez um campanha abaixo do esperado no estadual, terminando na última colocação, sendo rebaixado para a Quarta Divisão do estadual.
Em 2024, disputou a Quarta Divisão do Campeonato Carioca, terminando como semifinalista e obtendo acesso à Terceira Divisão do estadual.

### Parceria com o Campos
Em 2015 o clube começou uma parceria com o Campos Atlético Associação. Essa parceria fez o clube chegar a série A do Campeonato Carioca em 2017, porém com o rebaixamento de volta a série B1 a parceria terminou e o Campos se filiou a FERJ.

## Títulos
- Taça Maracanã (1): 2020*

* Campeão invicto